# Corlăteni, Rîșcani
Corlăteni este un sat din raionul Râșcani, Republica Moldova. Se află la o distanță de 7 km de Bălți, 34 de centrul raional, Râșcani, și 135 km față de Chișinău. La Corlăteni se află Aeroportul Internațional Bălți.

## Istorie
Cele mai vechi urme ale prezenței omului pe teritoriul Corlătenilor datează din anul 3000 î.e.n. Din acea perioada s-au identificat rămășițe a 2 sate descoperite de arheologi. Pe vetrele satelor au fost găsite urme de case arse, grămezi de lut ars, vase de argilă de culoare roșie din eneoletic (mileniile IV-III î.e.n.). Un din vetre se aﬂă la 3,2 km sud-est de la extremitatea de sud a satului Corlăteni, la 0,4 km nord-vest de locul de scurgere a râulețului Copăceanca în Răut, pe un promontoriu format de concurența acestor două râuri, la sud-est de stația de energie electrică. Materialele arheologice descoperite datează din perioada culturii Cucuteni-Tripolie.
La sfârșitul mileniului II î.e.n. pe terenul comunei au existat alte două așezări umane. Pe vetrele lor au fost descoperite case arse, diferite obiecte casnice, în special vase de lut din epoca bronzului (sec. XIV-XII î.e.n.). Vatra uneia din așezări, cu dimensiuni de 1500×400 m, este situată la 3,7 km sud-vest de extremitatea de sud a satului Corlăteni, în marginea de vest a Lacului cel mare, deasupra malului de nord al acestuia. Orizonturi cultural-cronologice identiﬁcate aparțin culturii Noua și culturii Sântana de Mureș-Černjahov .
Următorul sat a fost înființat după cucerirea romană a Daciei. Localitatea a fost arsă și devastată de către huni în 376 e.n.
Prima atestare a satului actual datează din '1640. În 1793 este construită o biserică din lemn, locul altarului este păstrat în curtea unui locuitor. În 1803 vesternicul Grigoraș Sturza avea în Corlăteni 125 de birnici. Un document de arhivă ne informează că pe moșia lui Mihai Struza din Corlăteni se aflau doi frați boiernași - Leahu cu familiile lor. unul din ei, Niță Leahu, de 75 de ani era văduv. Apoi, mai era ruptașul Ion Steopa, celibatar. În al treilea deceniu al secolului XIX în Corlăteni locuia 195 de familii de țăran, 1031 de persoane, inclusiv: 518 bărbați și 513 femei. Locuitorii satului au fost impuși de administrația rusă să pregătească rezerve de fân pentru cavalerie și au predat în 1854 aproximativ 5000 de puduri de fân. Pe lângă fân, magazia a eliberat pentru armata rusă 697 centenare de grâu de toamnă și 60 centnere de grâu de primăvară. 
     Moldoveni (98,21%)
     Ucraineni (0,94%)
     Ruși (0,64%)
     Alte etnii (0,21%)
Principile Mihai Sturza mai era proprietar aici și la începutului anului 1859, proprietar și pe moșie și pe sat. Satul avea 212 de familii cu 955 de locuitori: 499 de bărbați și 456 de femei. Tot în 1859, se deschide Școala parohială bisericească cu învățătorul Iacob Luțcalov. În acea toamnă satul avea 117 case cu 975 de locuitori. Proprietarul Mihai Sturza mai stăpânea și moșiile de la Aluniș, Mihăileni, Nicoreni, Ochiul Alb și Recea. În 1864 țăranii au primit așa-numitele nadeluri de pământ câte 11 hectare. Totuși, cele mai multe pământuri le-au rămas boierilor Sturza, Ctargiu, Verdeș, arendatorului Păvălache Văluță. Unii țărani, care nu au primit nadeluri, au plecat în satul Sofia. Situația demografică era întotdeauna pozitivă, natalitatea fiind mai înaltă decât mortalitate. În 1870 satul avea deja 189 de case cu 1325 de locuitori. Ei întrețineau 158 de cai, 320 de câte cornute mari, peste o mie de oi. Din cauza secetei, însă, țăranii erau nevoiți dă ia cu împrumutul cantități mari de grâne pentru semănat. La sfârșitul secolului al XIX-lea în sat funcționau 4 mori de vânt. În 1892 se deschide o școală de alfabetizare. Între anii 1896 și 1898 a fost înălțată noua biserică de piatră. În 1904 Corlătenii făceau parte din volostea Slobozia-Bălți. În sat erau 169 case, cu o populație de 1245 suflete. Țăranii posedau pământ 2277 desetine. Sătenii se ocupă cu albinăritul. Împrejurul satului era ocupat de vii și livezi. 

Către anul 1923 populația satului a ajuns până la 2,5 mii de persoane în 850 de case. În sat funcționa o școală primară, o moară, o băcănie, 3 cârciumi, primărie.
În 1940 în Corlăteni au fost înregistrați 2834 de locuitori: 2824 - români, 31 ruși, 162 de elevi frecventau școala. În bătăliile celui de-al doilea război mondial și-ai pierdut viața circa 50 de corlăteneni.
Nu mult după război, în anii 1946-1947 a venit foametea, cauzată de sovietici. În 1949 au fost deportați Vasile Chetroșanu cu soția și doi copii, Alexei Cozma cu soția și doi copii, Gheorghe Cozma cu soția, Ion Cucu cu soția și 3 copii, Dumitru Galea cu soția, Gheorghe Hăbășescu cu Soția, și Ion Movilă cu soția. Au fost judecați și cei ce nu doreau să intre în colhozuri. Astfel, în 1950 au fost închiși în pușcărie 8 persoane. Faptul că, nu prea mulți deportați au fost în Corlăteni, se datorează deputatul, apoi și viceministru al învățământului al RSSM, Tudor Cibotaru.
După 1945 satul este redenumit în Leadoveni după numele aviatorului rus, erou a URSS, Leadov. În 1966 satul este unit cu Singureni. Iar, în 1991 localitatea Leadoveni este divizată în două sate independente ce au existat mai înainte: Singureni și Strâmba. În 1993 satul este iarăși redenumit Corlăteni după numele vechi cel purta.

## Geografie

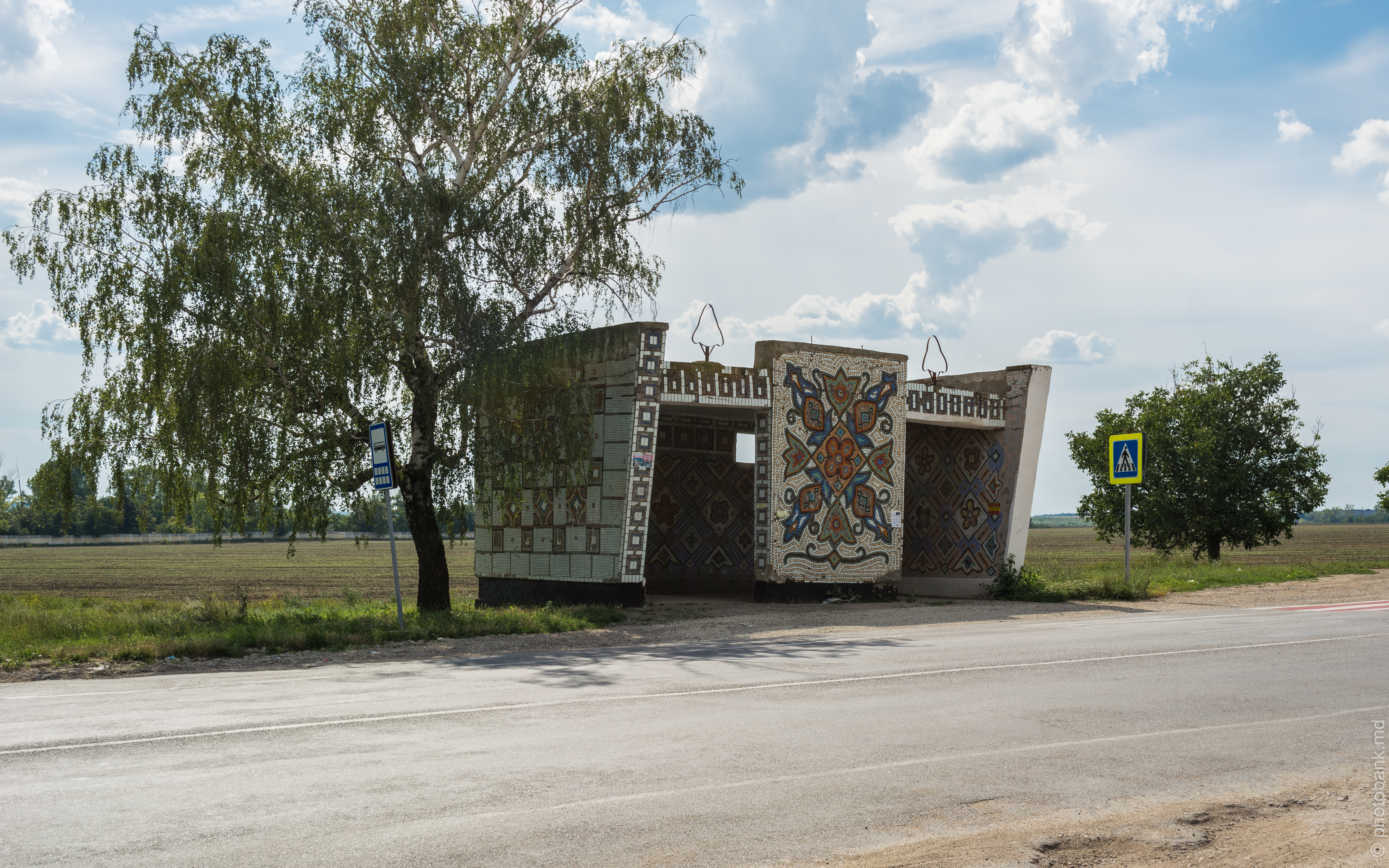
Oprire din Corlateni

Comuna Corlăteni are o suprafață de cca 4.16 kilometri pătrați, în majoritatea, terenul este destinat agriculturii. Relieful este deluros, aparținând Câmpiei Bălțiului. În compoziția profilului geologic predomină roci de origine sarmațiană, în special argile și calcare. Corlătenii se află în zona cu sesmicitate maximă de până la 7 grade, conform scării de 12 grade. Resursele naturale de pe teritoriul satului sunt reprezentate prin materialele de construcție: calcar, argila, nisip, prundiș.
Solul este reprezentat prin cernoziom tipic moderat humifier. În albia Răutului s-au format solurile aluviale. 

Clima comunei, ca și în restul țării, este temperat-continentală, influențată de masele de aer atlantice din Vest, mediteraneene Sud-Vest și continental-excesive din Nord-Est. Temperatura medie în luna ianuarie e de – 8-10 °C, în luna iulie: +20-25 °C. Cantitatea anuală de precipitații constitute circa 600 – 550 mm/m2. În perioda de vegetație activă suma precipitațiilor constituie aproximativ 360–380 mm, iar suma temperaturilor active - 3100 .

## Populație
Conform datelor ultimului recensământ din 2004, în comuna Corlăteni locuiau 5596 persoane, printre care 2711 bărbați și 2885 femei. 
Structura etnică este omogenă, 98, 21% reprezintă populația de moldoveni/români (5496 persoane); 0,94% sunt ucraineni (53 persoane), 0,64% - ruși (36 peroane); 1 găgăuz, 2 bulgari, alte naționalități - 8 persoane .
Corlăteni, Râșcani - evoluția demografică

|  | Graficele sunt indisponibile din cauza unor probleme tehnice. Mai multe informații se găsesc la Phabricator și la wiki-ul MediaWiki. |

Date: Recensăminte sau birourile de statistică - grafică realizată de Wikipedia

## Administrație și politică

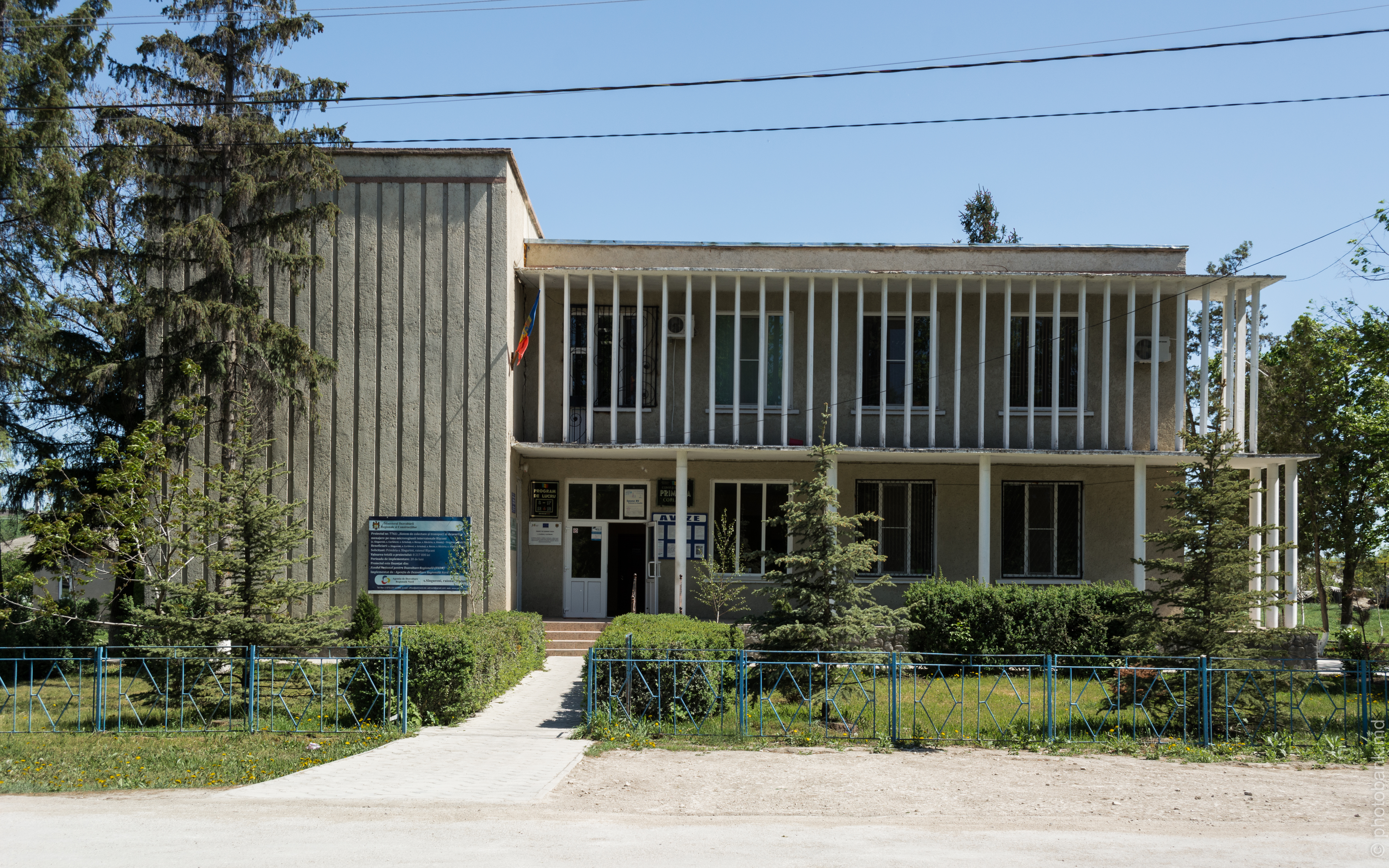
Primaria satului Corlateni (r-n Riscani)

Componența Consiliului local Corlăteni (13 consilieri), ales la 5 noiembrie 2023, este următoarea:
|  | Partid                                       | Consilieri | Componență | Componență | Componență | Componență | Componență | Componență | Componență | Componență |
|  | -------------------------------------------- | ---------- | ---------- | ---------- | ---------- | ---------- | ---------- | ---------- | ---------- | ---------- |
|  | Partidul Acțiune și Solidaritate             | 8          |            |            |            |            |            |            |            |            |
|  | Partidul Socialiștilor din Republica Moldova | 3          |            |            |            |            |            |            |            |            |
|  | Partidul Comuniștilor din Republica Moldova  | 1          |            |            |            |            |            |            |            |            |
|  | Platforma Demnitate și Adevăr                | 1          |            |            |            |            |            |            |            |            |

## Social

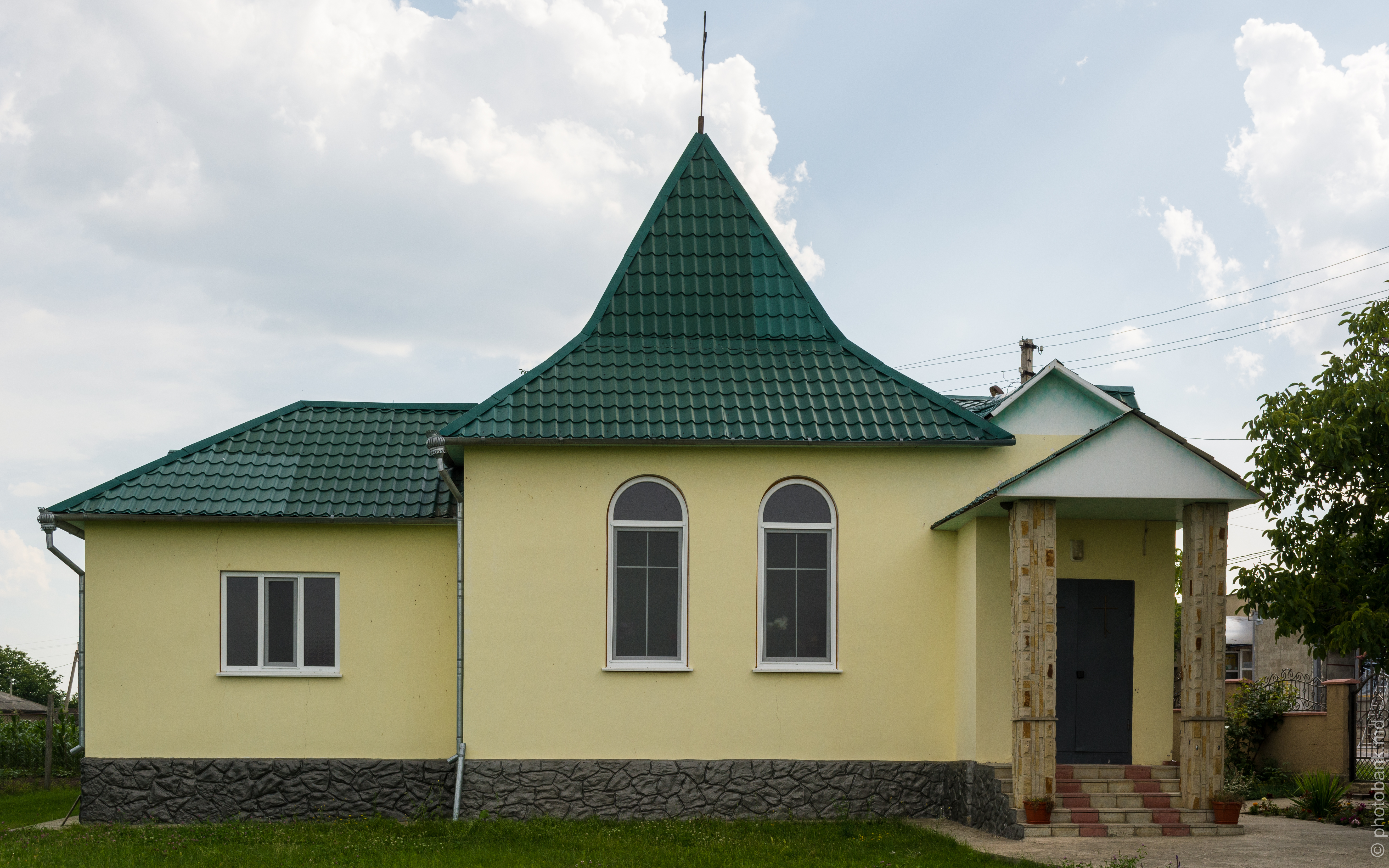
Biserica Sf. Constantin si Elena

În 1995 este deschisă Casa memorială „Liviu Damian”. Expoziția reunește piese originale, numeroase obiecte personale, fotografii, manuscrise, documente. Piesele colectate și expuse oglindesc viața și creația poetului 

## Personalități
- Liviu Damian - poet
- Victor Dumbrăveanu - prozator
- Fedor Cibotaru - politician